# Censo Nacional de Población, Hogares y Viviendas en la Argentina
La entidad nacional encargada de realizar los Censos Nacionales de Población, Hogares y Viviendas en la República Argentina desde 1968 es el INDEC (acrónimo de Instituto Nacional de Estadística y Censos), que es un organismo público que brinda la dirección técnica de todas las estadísticas oficiales del país. No obstante, el primer censo de población se realizó en 1869, durante la presidencia de Domingo Faustino Sarmiento.
Los acuerdos internacionales, la Constitución actual de la Nación Argentina, y la legislación vigente estipulan que los censos se deben realizar cada 10 años. Esto se viene dando desde el censo de 1960, a excepción de los censos de 1990 y 2000 (postergados por un año, por razones presupuestarias) y el de 2020 (postergado por la pandemia de COVID-19 a 2022).
Históricamente en Argentina se han realizado censos de facto o de hecho, que consisten en censar a las personas presentes en la vivienda, en el momento del censo, incluyendo a los que no residen habitualmente en el hogar, pero que "pasaron la noche" allí. Para el censo de 2022 se decidió modificar la metodología utilizada, realizándose por primera vez un censo de jure o de derecho.

## Historia

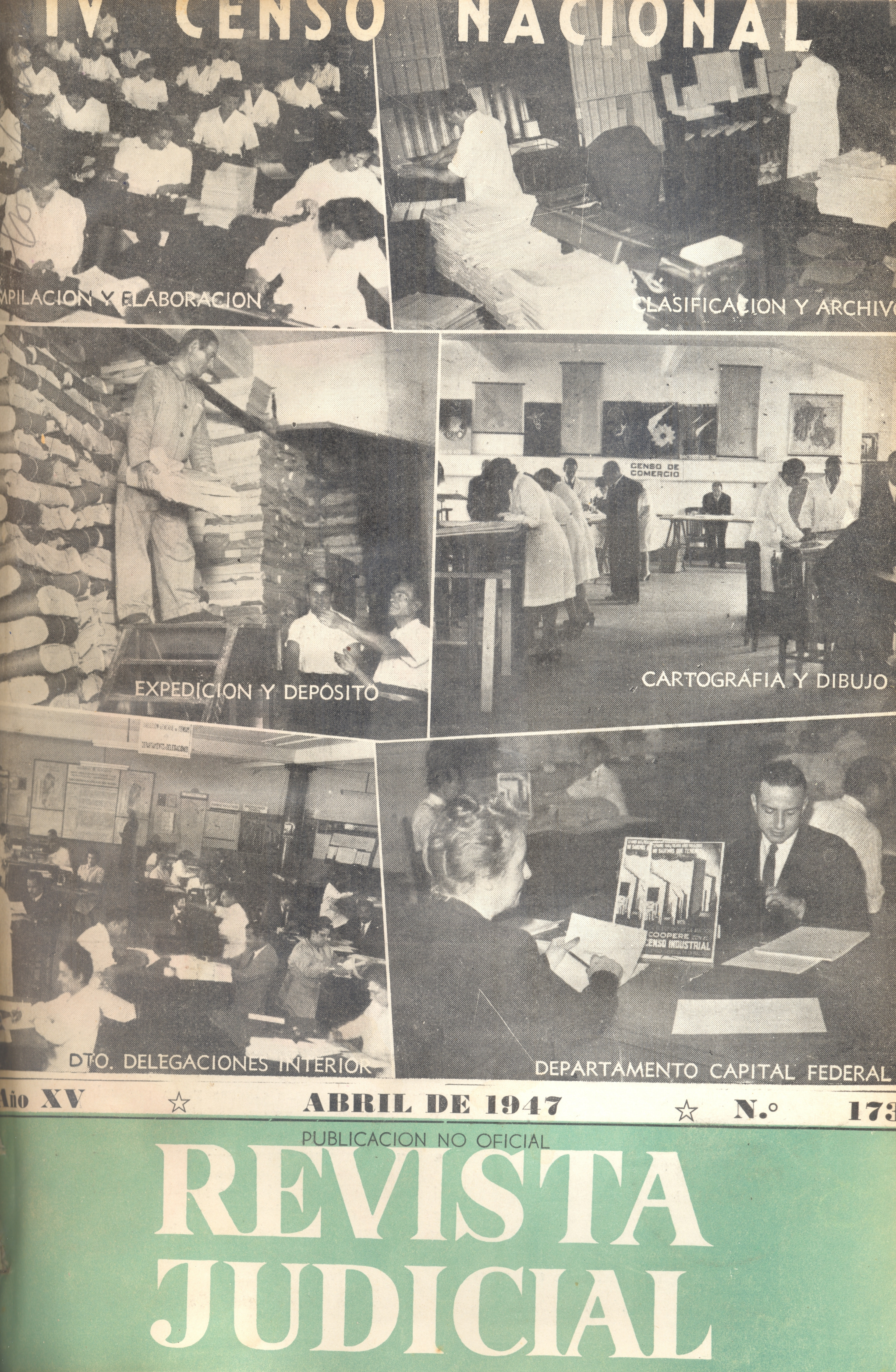
Publicidad del censo nacional de 1947.

Desde su creación en 1968, el INDEC está a cargo del diseño metodológico, la planificación, implementación y evaluación del operativo censal. Antes de su creación, la necesidad de contar con información acerca del número y condiciones de los habitantes, impulsó la realización de varios censos de población.
- 1776: En el año de la creación del Virreinato del Río de La Plata, el Rey Carlos III de España mandó realizar censos anuales en las colonias. El censo de 1778 registro 186.526 habitantes en el Virreinato, de los cuales más del 30% fueron catalogados como negros.[3]
- 1869: Se realiza el primer censo argentino. Es presidente Domingo Faustino Sarmiento. Sin embargo, la cobertura fue parcial. El operativo coincidió con el decreto de enrolamiento militar para la guerra del Paraguay. 6.276 personas fueron contabilizadas en el Ejército en el Paraguay: de las cuales solo 171 eran mujeres. La fiebre amarilla fue uno de los motivos que afectaron la difusión de los resultados, que fueron publicados en abril de 1872 y no en el momento en que estuvieron listos (seis meses antes).
- 1895: Segundo censo, que fue realizado durante la presidencia de José Evaristo Uriburu. Ya estaba incorporado el llamado "desierto" (la Patagonia) y la región chaqueña. En este censo se introdujeron preguntas relacionadas con religión, fecundidad, propiedad de los inmuebles y nacionalidad.
 Los resultados estadísticos se publicaron en español y en francés. Para la difusión de los resultados en el Pabellón Argentino de la Exposición Universal de París (1900), se realizó una edición bilingüe.
- 1914: El tercer censo se realizó siendo presidente Roque Sáenz Peña. La publicación de sus 10 voluminosos tomos se realizó rápidamente, para que su aparición coincidiese con los festejos del Centenario de la Independencia Argentina, en 1916.
- 1947: Fue realizado durante la primera presidencia de Juan Domingo Perón. Fue el primero en donde se realizaron preguntas sobre educación y ocupación laboral.
También fue la primera vez que se incorporó tecnología computacional para el procesado de los datos.
- 1960: Realizado durante la presidencia de Arturo Frondizi. Además del estado civil, preguntó por las uniones de hecho. Ahondó en las características de la vivienda como indicador de la calidad de vida.
- 1970: Durante el gobierno de facto del General Roberto Marcelo Levingston. Este censo tuvo la novedad del uso de las lectoras ópticas de caracteres manuscritos.
- 1980: Gobierno de facto del Teniente General Jorge Rafael Videla. Se implementó como novedad la técnica del muestreo como complemento del registro censal: hubo un cuestionario "básico" para toda la población y otro ampliado, para los que formaron parte de la muestra.
- 1991: La emergencia financiera impidió realizar este censo a tiempo. Se realizó el 15 de mayo, durante la primera presidencia de Carlos Saúl Menem. Nuevamente se utilizó la técnica de muestreo. Además se introdujeron por vez primera preguntas relacionadas con la cobertura de salud y la situación previsional.

### Censo 2001
Fue realizado en el mes de noviembre, un mes antes de la renuncia del presidente Fernando de la Rúa. Nuevamente la emergencia económica impidió llevarlo a cabo el año anterior. Más aún, estuvo a punto de suspenderse apenas diez días antes de su realización. En efecto, se había decidido que la metodología de la entrevista directa estaría a cargo de docentes de los niveles primario y secundario, pero un congreso extraordinario de la Federación de Trabajadores de la Educación (CTERA) votó que los maestros no participasen en el censo en protesta por la falta de pago del incentivo salarial docente.
No se implementó la técnica de muestreo.
La novedad fueron las preguntas relacionadas con discapacidad, descendencia o pertenencia a pueblos originarios y equipamiento tecnológico del hogar. Se incorporaron metodologías de captura de información como lectoras de marcas y caracteres alfanuméricos.
La población censada en noviembre de 2001 ascendió a 36.260.130 habitantes. La posterior corrección de población por cobertura y conciliación censal que realizó el INDEC llevó a la población a 37.282.970 habitantes en el mismo período. La población estimada para 2008 es de 39.745.613 habitantes.
Según los resultados del censo 2001, las ciudades que registraron el mayor número de población son el Gran Buenos Aires con 12.046.799 habitantes, Gran Córdoba con 1.582.170 habitantes, Gran Rosario con 1.350.109 habitantes y Gran Mendoza con 848.660 habitantes.
No se aplicó muestra en el relevamiento; es decir se utilizó un mismo y único cuestionario para relevar la información.
Si bien se empleó un único instrumento de medición, se diferenciaron cuestionarios censales que fueron aplicados según sean Instituciones Colectivas y Hogares Particulares.

### Censo 2010
El censo del año 2010 se realizó el miércoles 27 de octubre, según dispusieron las autoridades del INDEC.
Fue el primer censo en Argentina en el cual se incluyeron a parejas homosexuales, las cuales no habían sido censadas antes de 2001 ya que la ley de matrimonio entre personas del mismo sexo fue aprobada el 15 de julio de 2010 y se ampliaron los datos acerca descendientes de indígenas y afrodescendientes.

## Evolución histórica de la población total
| Año  | Censo                   | Población  | Tasa de crecimiento entre censos | Tasa de crecimiento media anual |
| ---- | ----------------------- | ---------- | -------------------------------- | ------------------------------- |
| 1869 | Censo argentino de 1869 | 1.877.490  | -                                | -                               |
| 1895 | Censo argentino de 1895 | 4.044.911  | 115,4%                           | 3,00%                           |
| 1914 | Censo argentino de 1914 | 7.903.662  | 95,4%                            | 3,59%                           |
| 1947 | Censo argentino de 1947 | 15.893.811 | 101,1%                           | 2,14%                           |
| 1960 | Censo argentino de 1960 | 20.013.793 | 25,9%                            | 1,79%                           |
| 1970 | Censo argentino de 1970 | 23.364.431 | 16,7%                            | 1,56%                           |
| 1980 | Censo argentino de 1980 | 27.949.480 | 19,6%                            | 1,81%                           |
| 1991 | Censo argentino de 1991 | 32.615.528 | 16,7%                            | 1,41%                           |
| 2001 | Censo argentino de 2001 | 36.260.140 | 11,2%                            | 1,06%                           |
| 2010 | Censo argentino de 2010 | 40.117.096 | 10,6%                            | 1,12%                           |
| 2022 | Censo argentino de 2022 | 46.044.703 | 14,8%                            | 1,28%                           |